# ザ・コンストラクション・オブ・ライト
『ザ・コンストラクション・オブ・ライト』（The ConstruKction of Light）は、2000年に発表されたキング・クリムゾンのアルバム。

## 概要
スタジオ録音としては1995年の『スラック』以来、5年ぶりの発表。
表題曲「ザ・コンストラクション・オブ・ライト」は2つのトラック、「太陽と戦慄パートIV」から「コーダ：アイ・ハヴ・ア・ドリーム」も実質ひとつの曲だが、複数のトラックに分けて収録されている。後者はここではボーカルの入る演奏である。
11曲目は、演奏しているメンバーは同一であるが、ProjeKct X名義の収録となっている。
2019年には40周年記念バージョンとして、ドラムパートを新規録音にて差し替えカバーアートも新装した『ザ・リコンストラクション・オブ・ライト』（The Reconstrukction Of Light）のタイトルで、リニューアルして再リリースしている。

## 収録曲
1 プロザック・ブルーズ - ProzaKc Blues
2-3 ザ・コンストラクション・オブ・ライト - The ConstruKction of Light
4 イントゥ・ザ・フライング・パン - Into the Frying Pan
5 フラクチャード - FraKctured
6 ザ・ワールズ・マイ・オイスター・スープ・キッチン・フロア・ワックス・ミュージアム - The World's My Oyster Soup Kitchen Floor Wax Museum
7-9 太陽と戦慄パートIV - Larks' Tongues in Aspic  Part IV
10 コーダ：アイ・ハヴ・ア・ドリーム - Coda: I Have a Dream
プロジェクトX
11 ヘヴン・アンド・アース - Heaven And Earth

## 参加ミュージシャン
- エイドリアン・ブリュー - ギター、ボーカル
- トレイ・ガン - ベース・タッチ・ギター、バリトン・ギター
- ロバート・フリップ - ギター
- パット・マステロット - ドラムス